# Il mestiere dell'avvoltoio (antologia 2014)
 Il mestiere dell'avvoltoio (The Unpleasant Profession of Jonathan Hoag, 1959) è un'antologia di opere dello scrittore statunitense Robert A. Heinlein. In lingua originale è stata pubblicata anche in edizione economica con il titolo 6xH.
Nel 1999 è stata inclusa nell'antologia personale The Fantasies of Robert A. Heinlein tradotta in italiano da Vittorio Curtoni e pubblicata dalla Mondadori nel 2003 in due volumi: Anonima Stregoni e Il mestiere dell'avvoltoio.
Quest'ultimo non contiene le stesse opere dell'originale inglese The Unpleasant Profession of Jonathan Hoag che invece è stato pubblicato in italiano per la prima volta nel 2014, nella traduzione di Curtoni, nel volume n. 1603 della collana I capolavori di Urania, pure intitolato Il mestiere dell'avvoltoio.

## Titoli
- Il mestiere dell'avvoltoio (The Unpleasant Profession of Jonathan Hoag, 1942)
- La casa nuova (...And He Built a Crooked House, 1941)
- Loro (They, 1941)
- La nostra bella città (Our Fair City, 1949)
- L'uomo che vendeva elefanti (The Man Who Traveled in Elephants, 1957)
- Tutti voi zombie (...All You Zombies..., 1959)